# ギロチン

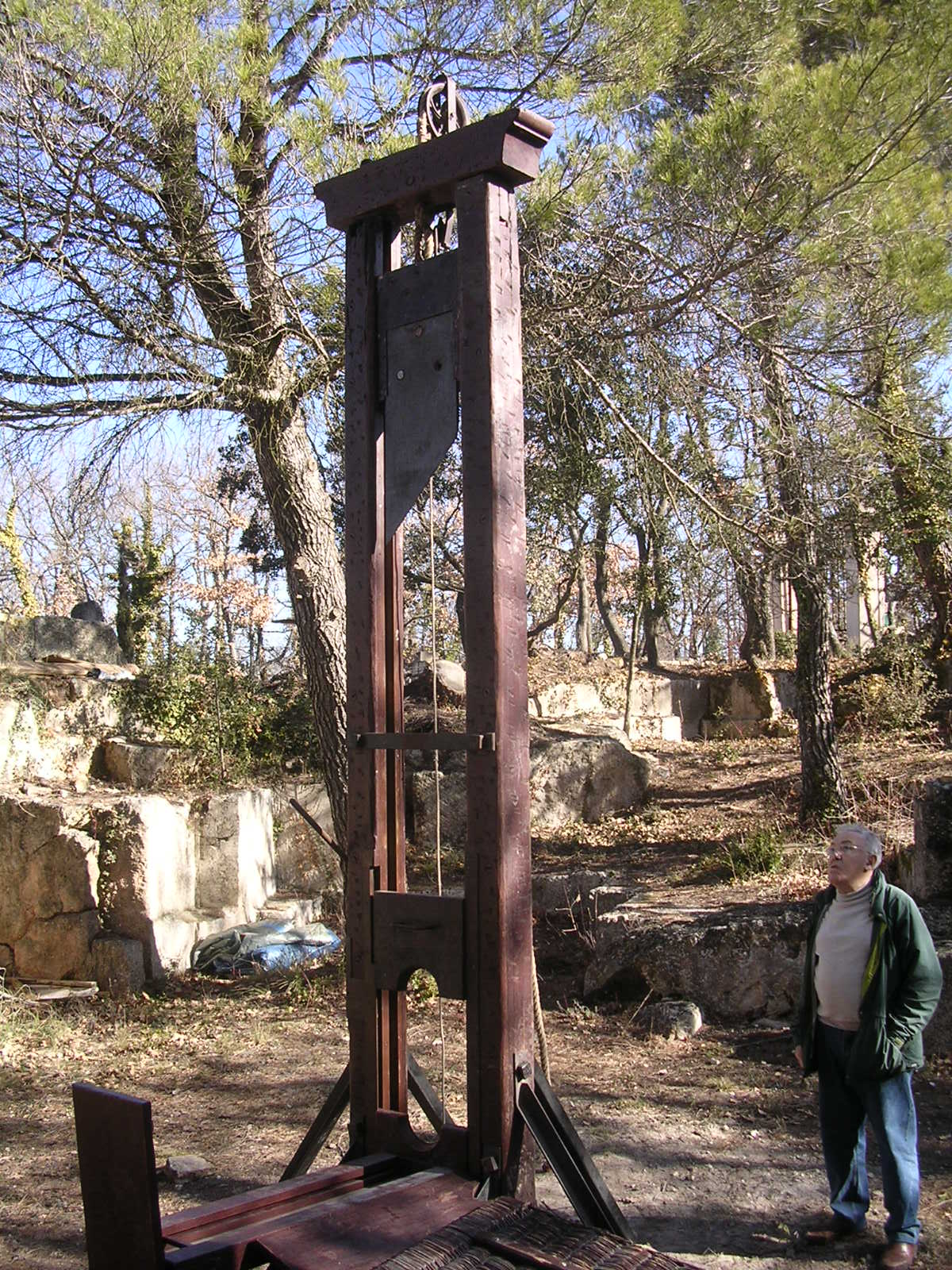
フェルナン・メイソニエ所有のギロチン。実際にフランス領アルジェリアで死刑執行に使用されていた

ギロチン（仏: guillotine フランス語発音: [ɡijɔtin] 英語発音: [ˈɡɪlətiːn]）は、2本の柱の間に吊るした刃を落とし、柱の間にうつ伏せ状態にさせた被処刑人の首を切断する斬首刑の執行装置である。フランス革命において受刑者の苦痛を和らげる人道目的で採用され、以後フランスでは1792年から1981年まで使用された。「断頭台」とも呼ばれるが、これはより正確に言えば斬首刑の執行の際に用いられる台全般を指し、ギロチンに限らない。またギロチンのような断首装置の原型は13世紀のヨーロッパにはすでに存在した。

## 概要

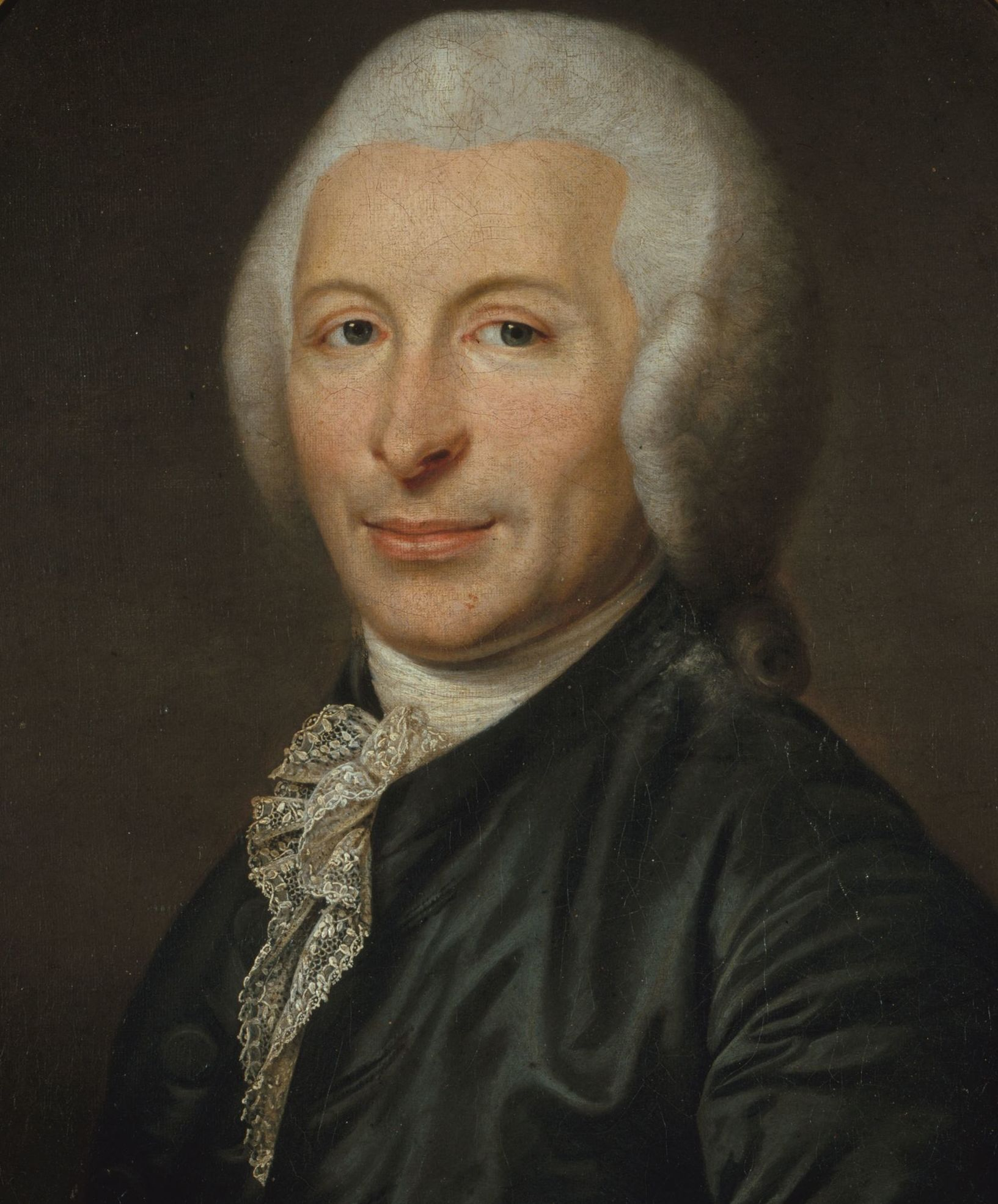
ジョゼフ・ギヨタン博士

フランスでは、ギロチンが採用される以前、平民は絞首刑が適用されることになっており、斬首刑は貴族階級に対してのみ執行された。当時の斬首には斧や刀が使われていたが、死刑執行人が未熟な場合には一撃で斬首できず、囚人の首に何度も斬りつけるなど残酷な光景が展開され、受刑者に多大な苦痛を与えることも多く、一方で熟練した技量の高い死刑執行人を雇うことができる受刑者は裕福な者に限られた。1788年、革命前の不穏な雰囲気の中、車裂きの刑の公開処刑の場で、民衆が無実を叫ぶ死刑囚に同調してこれを逃がし、処刑台を破壊するという事件が起こり、死刑執行人の職務に対する忌避のタブーが破られた。これをきっかけとして車裂きの刑は廃止されることとなり、残酷な刑に替わり苦痛を伴わない処刑法を求める流れが起こっていた。
フランス革命勃発後、内科医で憲法制定国民議会議員だったジョゼフ・ギヨタンは受刑者に無駄な苦痛を与えず、しかも身分や貧富に関係せずに名誉ある斬首の刑が適用できる、「単なる機械装置の作用」によって「人道的」な処刑を行うよう議会で提案した。ギヨタンの提案は初め嘲笑を以て迎えられたが、彼の再度の提案と説得によりその案が採択され、ギロチンは、1792年4月25日に議会で正式に処刑道具として認められた。これは従来の処刑器よりも苦痛を与えないとされた。

ルイ16世の処刑

設計の依頼を受けたのは外科アカデミーの秘書であった外科医アントワーヌ・ルイであった。彼は、それ以前から存在したスコッチ・メイデンやハリファックス断頭台などの各地の首切り装置を研究し、刃を三日月形にし、死刑囚の首を板で固定するなどの改良を加えた断頭台を設計した。試作品の製作はドイツのハープシコード製作者トビアス・シュミットが行った。『断頭台の設計図を見たルイ16世が、刃を三日月形ではなく斜めの形状にすればどんな太さの首でも切断できると提案しその通りに改良された』という説があるが、シュミットの考案であるという説もある。ともかく、ギロチンは全高は約5メートルほどで、首を挟む場所は地面から37センチメートルほどの高さにあり、ギロチンは4メートルの高さから40キログラムの刃が自由落下することによって首を切断する装置であった。なお、首と同時に両手首も切り落とす形状のものも存在する。（詳細は下記）
装置の正式な名称は「ボワ・ド・ジュスティス（Bois de Justice/「正義の柱」の意）」といったが、当初は、設計者のアントワーヌ・ルイの名前をとって「ルイゾン (Louison)」あるいはその女性形の「ルイゼット (Louisette)」の愛称で呼ばれていた。しかしこの装置の人道性と平等性を大いに喧伝したギヨタンの方が有名になり、ギヨタン博士の装置（子供）の意味である「ギヨティーヌ (Guillotine)」という呼び名が定着した。ギロチンはその英語読みであるギロティーンが訛ったものである。ギヨタン博士はこの不名誉な名称に強く抗議したが、以後も改められることはなかったので、家族は姓を変えた。
国王ルイ16世や王妃マリー・アントワネットも、他の平民受刑者と同様にこれによって処刑された。また革命の大立者ジョルジュ・ダントン、恐怖政治を主導したマクシミリアン・ロベスピエールや、受刑者をギロチン台に送り続けた検事フーキエ＝タンヴィルも最期はギロチンで斬首された。このようにフランスの恐怖政治ですべての党派を次々と呑み込み処刑した状況は、当時の人々によって「ギロチンの嘔吐」と呼ばれた。
ルイ16世の首をはねたギロチンの刃は、死刑執行人のシャルル＝アンリ・サンソンが大切に保管していたと回想録に書かれているが、後にサンソン家最後の死刑執行人であるアンリ＝クレマン・サンソンが、浪費による借金のために牢獄に入れられ、3800フランス・フランの借金返済のために質入れしてしまった。死刑執行命令を受けたサンソンはギロチンを質入してしまったことを法務大臣に話して3800フランス・フランの現金を支給され、ギロチンを買い戻して死刑を執行した。しかし、アンリ＝クレマン・サンソンはこの直後に責任を取らされて死刑執行人を罷免された。
この当時のフランスの制度ではギロチンは死刑執行人の私有財産であり公共財産ではない。そのためサンソンは横領罪に問われることは無かった。一度、質から出されたギロチンは再度売られたという。サンソンが売り払ったギロチンは交流のあったイギリス人の手に渡り、現在はイギリスのマダム・タッソー館にマリー・アントワネットやサンソンの蝋人形と一緒に展示され、説明書きに由来が記されている。

### 開発史
ギロチンの開発に関してはシャルル＝アンリ・サンソンの回想録に詳細な記述が残されているが、1791年6月3日に立法院で刑法第3条が改訂され、死刑の方法は斬首のみになった直後に、サンソンが法務大臣に斬首の難しさと問題点について意見書を提出した。これには、斬首は非常に難しく、全員を斬首することは難しいと記されていた。この意見書は法務大臣から国会に提出され、アントワーヌ・ルイに斬首の研究を依頼したことが開発の始まりであった。
サンソン回想録によると、この時にサンソン、ルイ、ルイ16世の3人で非公式に検討会が開かれたという、この時にルイ16世が、刃を直角三角形の定規のような斜めの形にすることを提案したと記されているが、これには異説もある。

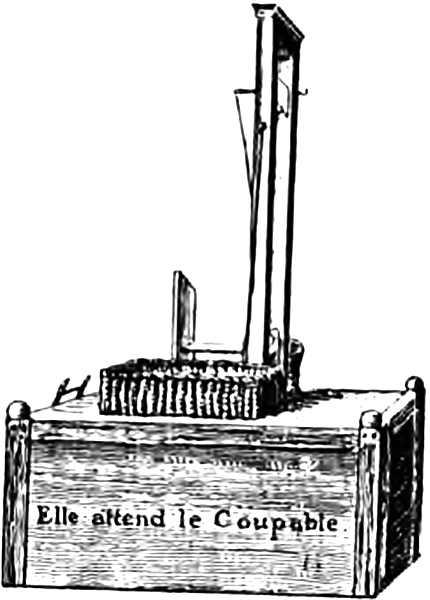
ギロチンの説明図（1792年）

1792年3月17日にルイから国会に報告書が提出され、国会はこれを採択した。試作品が製作されることになり、サンソンが知り合いのチェンバロ製造業者であるトビアス・シュミットに960リーヴルで発注した。当時の一般市民の平均年収が400リーヴル強だったといわれている。シュミット工房はこれ以降、フランス死刑執行人の元締めであるサンソンとの関係からギロチンの製造独占権を得て、フランスだけでなくドイツなどの周辺諸国にも輸出するギロチン独占製造メーカーとなる。しかし、ギロチンは楽器製造の副業として製造されていた。
同年4月17日に、ビセートル監獄の中庭で、ルイ博士、ギヨタンの他、ピネル、カバニスという二人の医者の立会いのもと、3体の死体を使ってギロチンの実験がおこなわれた。死刑執行人はアンリ・サンソンである。ルイ博士は当初は半円月の刃を提案していたため、斜め刃と半月刃の2種類の刃が使用された。結果、斜め刃を使った二体は斬首に成功したが、半月刃を使った一体は斬首に失敗した。こうして、斜めの刃が採用されることとなった。
その8日後の4月25日、午後3時半のクレーヴ広場にて、フランス史上初のギロチン処刑が行われた。受刑者はニコラ・ジャック・ペルティエという窃盗犯で、前年10月にひったくりをしようとして抵抗され、棒で被害者を殴ったため1月24日に死刑判決を受けていた。司法当局はペルティエを「新しい死刑具」であるギロチン処刑の第1号とすべく、ギロチンが完成するまで3か月間、その処刑を延期していたのである。
処刑当日、「ベルサイユ死刑囚解放事件」の再現を恐れた当局によって公開ギロチン処刑場には通常より多めの警護兵が配置されたが、群衆は騒ぎ立てることはなかった。むしろあっけないほどの斬首の早さに、不満を漏らす観客が多かった。
1793年6月13日にギロチンを各県に1台ずつ配置することが政令で決定した、当時のフランスの行政区分に従い、83台のギロチンがシュミットに1台812リーヴルで発注された。この時に熾烈なギロチン受注の利権争いが発生したが、サンソンとルイの後ろ盾によりシュミットの独占権が守られた。その後も改良型ギロチンを売り込む業者や、ダンピング、政治活動によってギロチン利権を得ようとする業者は後を絶たなかったが、シュミット工房が最後まで独占権を守り続けた。
ギロチンは人間の背丈よりも高い台の上に設置され、周りから良く見えるようになっていた。1792年に助手を務めていたシャルル＝アンリの次男ガブリエル・サンソンがこの台から転落死するという事故が起きた。これ以降は周りに手すりが付くようになった。
1870年にアドルフ・クレミューが法務大臣就任後にギロチンを台座からはずし、地面に直接置くように命令し、新しいギロチンを製作させた。この政令に新聞記者たちは一斉に抗議し、パリ市民は怒り、「我々は豚のように地面に這いつくばって死ぬことを拒否する」「ユダヤ人から人間としての誇りを取り戻せ」などとする憤慨の声が挙がった（クレミューはユダヤ人であった）。晒し刑でもあった絞首刑とは違い、苦しむことなく首を刎ねられる斬首刑は、本来貴族にのみ許された名誉刑であった。ギロチンは、この名誉ある斬首をあまねく平民階級にも与える「人道的で名誉なもの」と見なされていたのである。

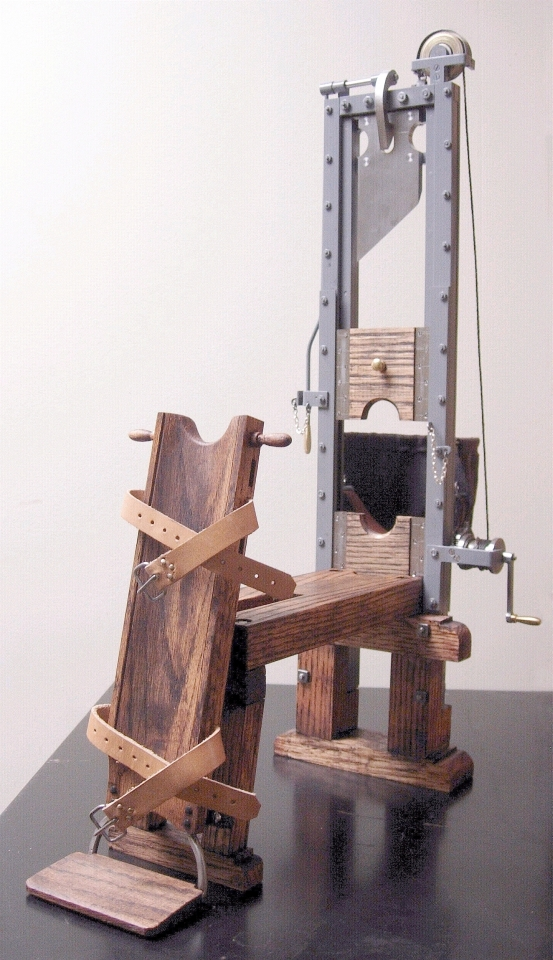
ミュンヘンで使われたギロチンの6分の1サイズ模型

1871年4月に地面に置かれた新しいギロチンを使用した公開処刑がヴォルテール広場で初めて行われようとしたがパリ・コミューンはこの処刑に怒り狂い、ギロチンを焼き討ちし破壊した。この時、死刑執行人だったニコラ・ロシュはムッシュ・ド・パリに就任してからの初仕事であった。
ギロチンが破壊されたため、1872年に新しく法務大臣に就任したジュール・アルマン・デュフォールは新しいギロチンの製作を命じた。死刑執行人助手のアルフォンス・レオン・ベルジェが改良を行い、新しい2台のギロチンが製作され、死刑廃止までこの形式のギロチンが使用された。
改良点は以下のとおり。
刃の落下衝撃の緩和
2本の縦枠の下方に、刃の落下によるギロチンに加えられる衝撃を緩和するためのバネをつけた。
後に、バネに替えて円筒形のゴムがつけられたが、これによって独特なギロチンの音が変わった。
刃の固定装置の変更
刃をつけた重しの上部につけられた鏃型の金属の突起がギロチンの最上部につけられた「開閉装置」に挟み込むようにはめ込まれる。
小さなレバー（後にはボタン式）によって開閉装置を開くと、鏃形突起が外れ、刃付き重しが落下する、という仕組みであった。
刃の稼働機構の潤滑化
縦枠の溝を滑る重しにキャスターを取り付けることで、スムーズに落下するとともに、レールの摩耗を防ぐことになった。
執行後の処理の迅速化
高い台の上に設置するのを廃止して、ギロチンは直接地面の上に置いた厚板の上に立てられることになった。
斬首後、死刑囚の頭と胴体を入れるために側に亜鉛とオイルクロスで覆った柳の籠が大小2個置かれた。
ドイツではフランスのギロチンを元に改良型が作られた。主な改良点は柱が金属製となり、死刑囚を拘束するための可動式の台が設けられたことである。ドイツのギロチンはフランス式より小型で230cmの高さから落下させる。そのため、落下高は160センチ程しかない。
フランス革命当時のギロチンは固定設置式ではなく組み立て運搬式だった。ギロチンは使用しないときは死刑執行人の家に分解した状態で収納されており、死刑を行う通達を受けると、死刑執行人の助手たちが指定された場所へ運び込んで組み立てていた。死刑執行が終わると再び分解して収納するのが普通だった。当時は公開処刑であり、裁判所の判決次第で死刑を実施する場所が変わったため、死刑執行人は毎回、違う場所へギロチンを搬入する必要があった。
後にソビエト連邦では馬車の荷台に据え付けたような形の移動式ギロチンが作られ、各地を巡回して全土を処刑場と化した。さらに後年にはトラックの荷台に据え付けた自走式ギロチンという物まで作られている。
シュミット工房のギロチンはフランスの植民地にも輸出され、インドシナの植民地がフランスから独立した後も使用され続けたことがあり、第一次インドシナ戦争当時やベトナム戦争当時の南ベトナムで使用されている。ベトコンのゲリラがギロチンで処刑されている、という話はここから来ている。
なお、シュミット工房は2009年現在もフランスでバイオリンやピアノの製造を行いながら存続している。

## 死刑執行の歴史

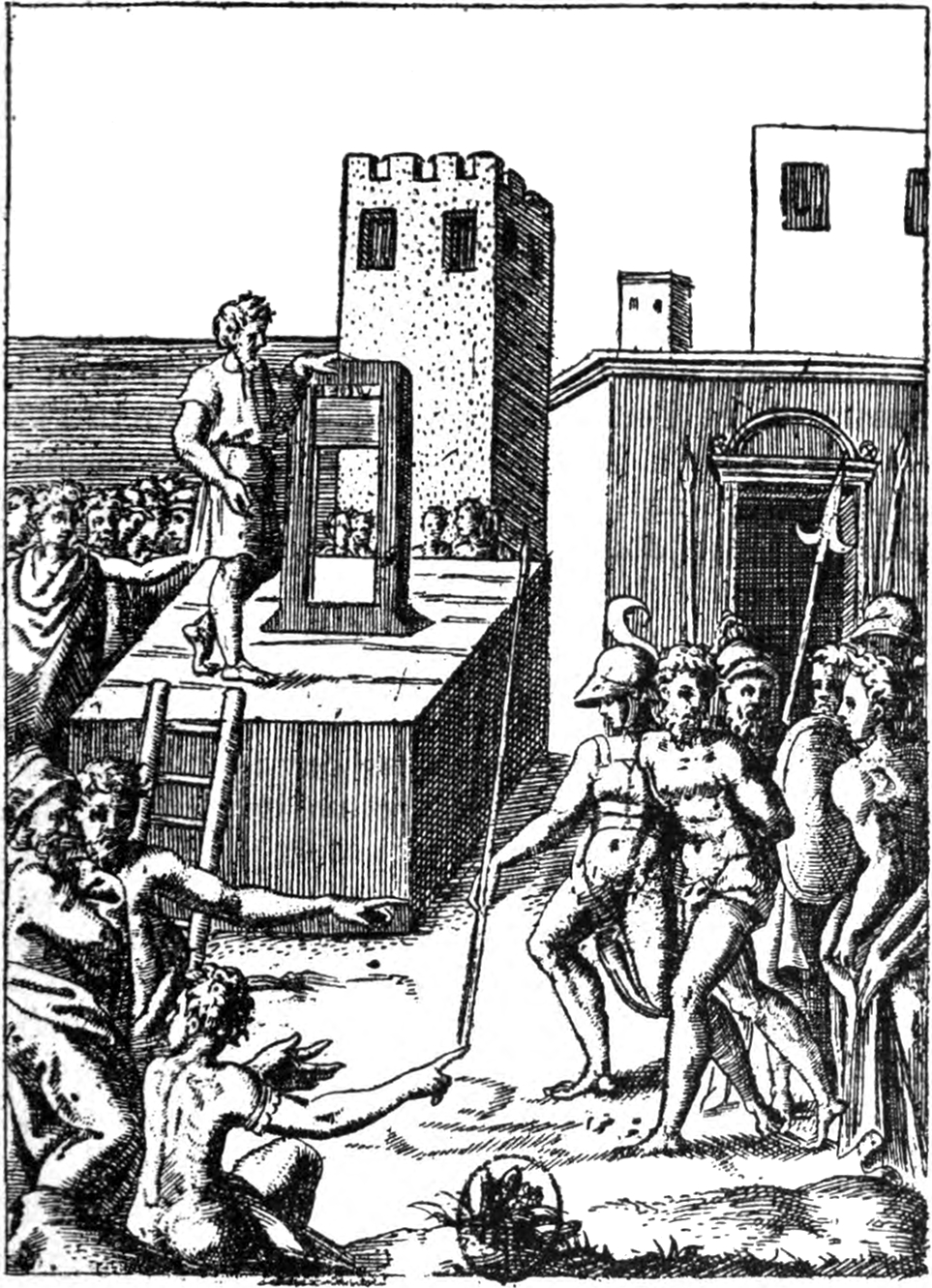
ギロチンの原型とされる処刑具（16世紀）

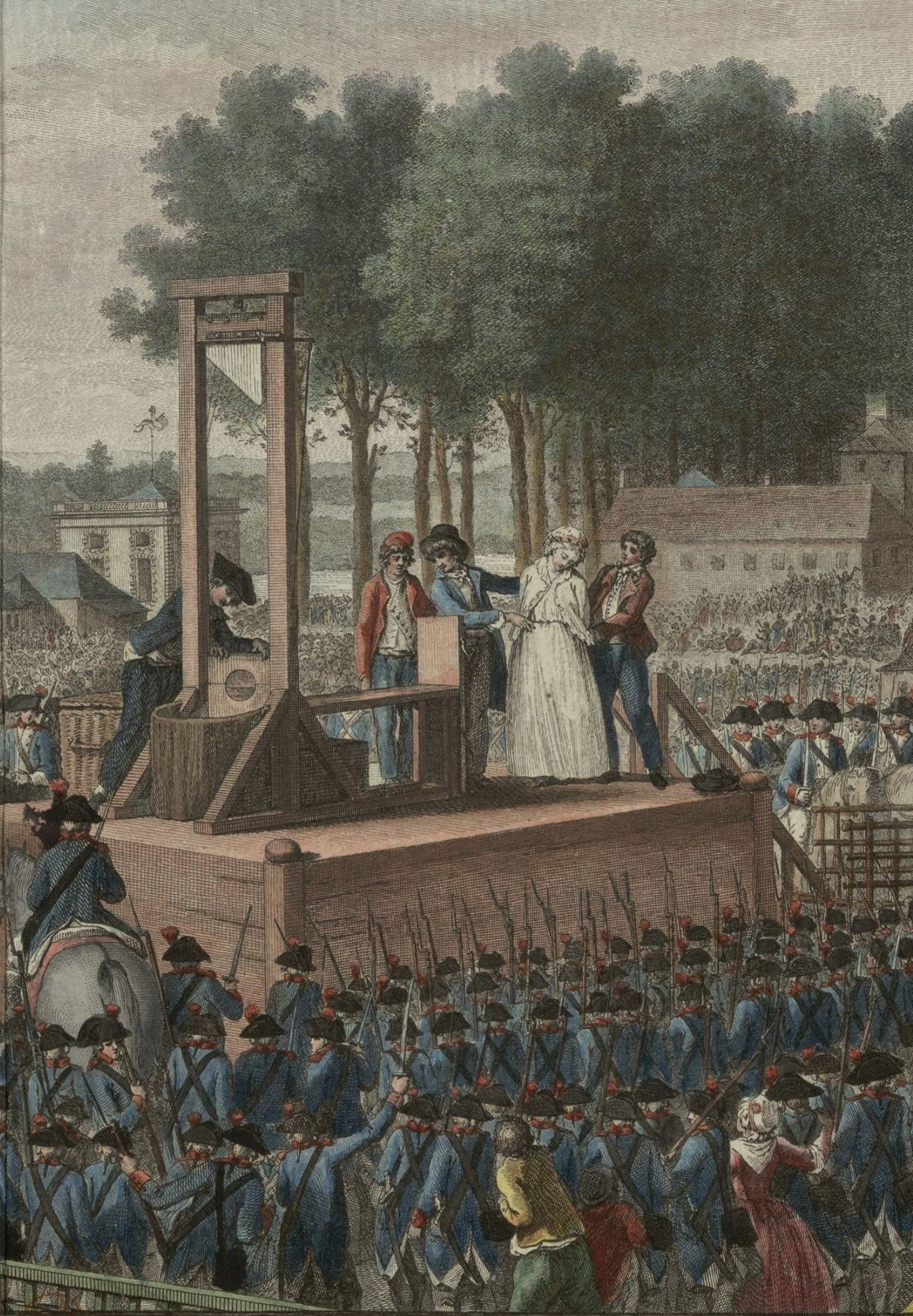
王妃マリー・アントワネットのギロチン処刑（1793年10月16日）

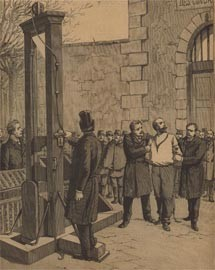
無政府主義者のオーギュスト・バランの処刑（1894年）

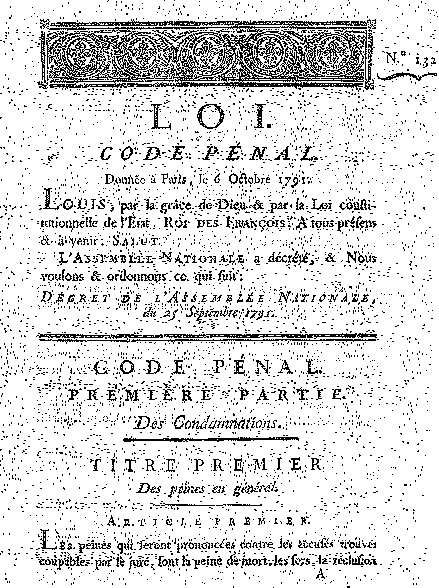
ギロチン刑の公布（1791年10月6日）

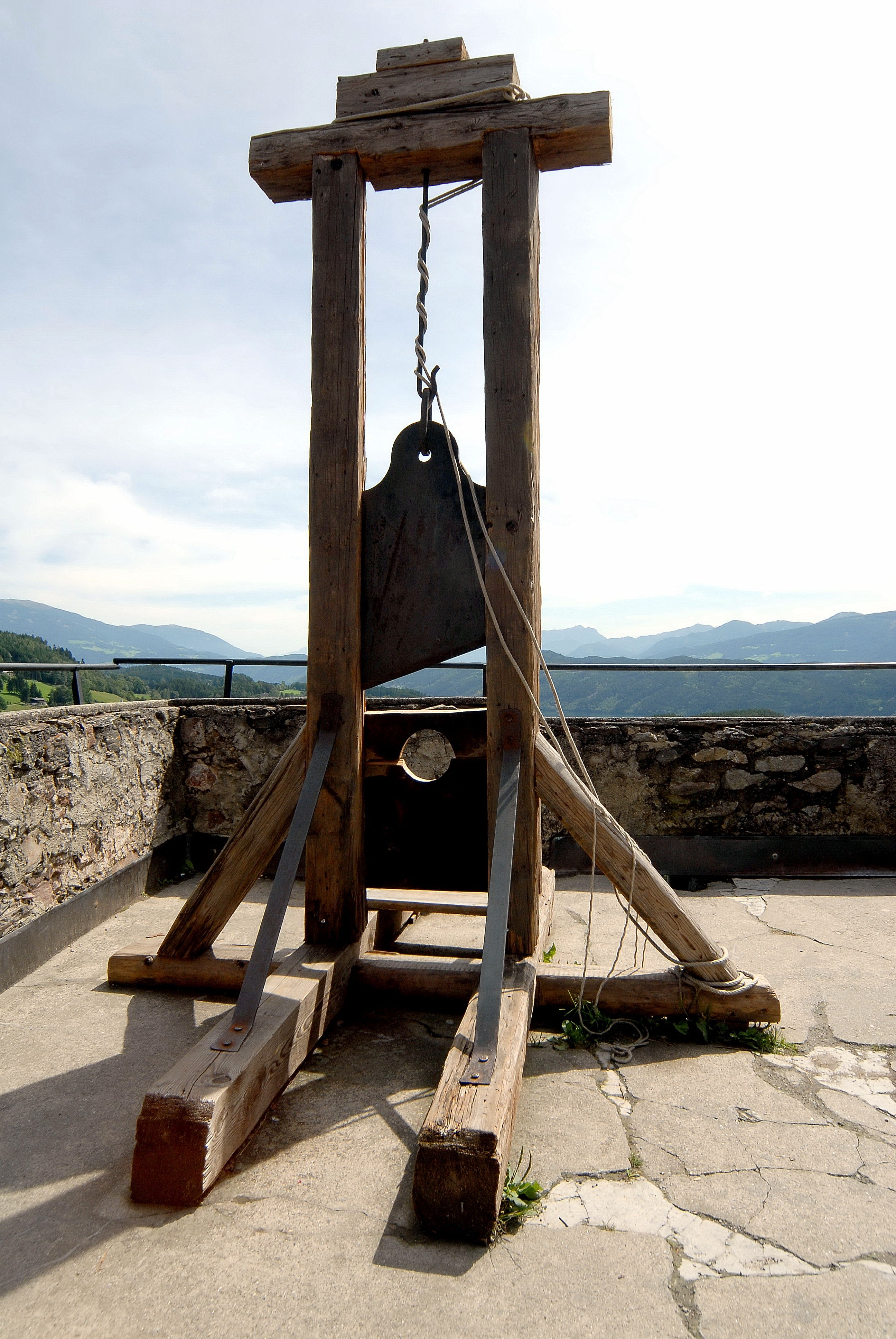
オーストリア・ゾンマーエック城の実物

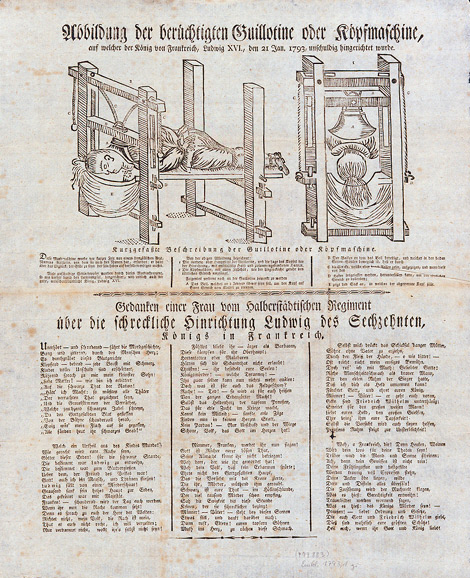
ドイツで発行された、ルイ十六世処刑の方法を推測した木版画

### フランス
ギロチンが登場するまで、フランスには160人の死刑執行人と、3,400人の助手が存在していた。これが、ギロチンの導入後は減少の一途を辿り、1870年11月には、1人の執行人と5人の助手が、フランス全土の処刑を一手に担うようになった。
フランスでは総裁政府期から平時の死刑制度を廃止していたが、復古王政で再開された。
古くから、処刑は公開して民衆への警告とすべきとする刑法思想があり、かつては公開処刑がひろく行われた。第二次世界大戦直前の1939年まで、フランスでもギロチンによる公開処刑が行なわれていた。しかし人権意識の高まりから、その後は積極的に目立った場所を避けて刑務所の門前で早朝に実施するようになり、広場などで白昼堂々と行う事はなくなっていた。
1939年6月17日にジュール＝アンリ・デフルノーによってパーセイルズで行われたドイツ出身の殺人犯オイゲン・ヴァイトマンの死刑執行が最後の公開処刑となった。この処刑は盗撮され、映画館で公開された。これに問題を感じた法務省は、以降の死刑執行を非公開に切り替える事になる。そのため、これがフランスにおいて唯一映像に記録されたギロチンによる処刑映像となった。ヴィシー政権下では、レジスタンスのビラを配っただけで、ギロチン処刑された者がいた。また、堕胎罪で逮捕され、死刑判決を受けて1943年に処刑されたマリー＝ルイーズ・ジローもいた。
ギロチンは一見残酷なイメージだが、導入の経緯、および絞首刑との比較から、欧州ではむしろ人道的な死刑装置と位置づけられており、使用されなくなったのは比較的近年のことである。フランスでは死刑制度自体が廃止される1981年9月までギロチンが現役で稼動していた。フランスで最後にギロチンによって処刑されたのは、女性を殺害した罪に問われた、ハミダ・ジャンドゥビというチュニジア人労働者であり、1977年9月10日にフランス最後の死刑執行人（ムッシュ・ド・パリ）であるマルセル・シュヴァリエによって刑が執行された。これがフランスでギロチンが公式に使用された最後の例である。
アルジェリアやベトナムなどフランスの植民地でも使用されていた。

### ドイツ
ドイツ帝国（1871年 - 1918年）で1872年に改良型のギロチンが採用されて以来、ヴァイマル共和政（1919年 - 1933年）に至るまで手斧による死刑と併用されていた。ナチス・ドイツ成立後の1937年にヒトラー直々の命令でギロチンによる処刑に統一され、ギロチンによる処刑への統一以前の1933年からナチス崩壊の1945年にかけては16,500人がギロチンによって処刑され史上最多を極めた。その中には、白バラ抵抗運動のゾフィー・ショルやハンス・ショルら、政治犯も多人数含まれている。
ナチス政権下においては、ヨハン・ライヒハートという執行人によって2,948件のギロチン処刑が執行されているが、これは1870年から1977年までのフランスでの処刑件数よりも多いという。皮肉にも、3,000人近い人間に死刑命令を出したナチス高官は戦後に戦犯としてライヒハートによって処刑されている。
ナチス崩壊以後西ドイツ成立までもギロチンによる処刑は継続され、1949年に死刑制度が廃止されて同年処刑された強姦殺人犯が最後の執行となった。
東ドイツでもギロチンが使用されていたことが報告されていたが、1970年代には廃止されたとみられる。
なお、同国は1987年に死刑を廃止した。

### ベルギー
フランス革命の時代にフランスに併合されるとフランス領としてフランスの法律によるギロチンによる死刑が制定され、独立後も1977年9月10日に行われた最後の死刑執行まで使用され続けた。
2023年現在、ヘントのフランドル伯居城でギロチンが展示されている。

### スウェーデン
1900年以降になってギロチンを導入した。それ以前は斧による斬首刑が行なわれていた。導入後は1910年11月23日にヨハン・アルフレッド・アンデに執行された。しかし、その後1917年に死刑判決が出た死刑囚は執行前に死亡し、1921年には死刑制度そのものが廃止されたためスウェーデンではこの1度だけしか使われなかった。

### ベトナム
ベトナムでも、フランスの植民地とされた時代から1975年まで、ベトナム共和国（南ベトナム）で、ギロチンが使用されていた。
1908年のハノイ投毒事件で13人がギロチンで処刑、さらし首にされた。

### 日本
日本では、刑法制定後は、原則として絞首刑に限定されたが、1930年代から1945年（昭和20年）まで、ナチス・ドイツの影響を受けてギロチンに基づく斬首刑の導入が検討された。

## その他

### 導入国
- フランス - 死刑制度廃止まで使用
- ドイツ - 死刑制度廃止まで使用
- スウェーデン - 1回だけ使用
- ベルギー - 死刑制度廃止まで使用
- スイス - 死刑制度廃止まで使用
- ベトナム - 1975年まで、ベトナム共和国で使用

### 逸話
- 導入提案者のギヨタン自身がこの装置で処刑されたという俗説があるが、事実ではない。ギヨタンは人道主義者の医学博士で、フランスの保健政策に尽力した後、1814年に肩の腫瘍が原因で死亡した。
- 製作者を処刑した処刑道具には『ファラリスの雄牛』がある。こちらは製作者兼芸術家ペリロスが最初の被処刑者となり、製作を命じた僭主ファラリスもこれで処刑されている。
- 1996年にジョージア州の下院議員が、電気椅子や薬殺で死んだ死刑囚は受刑後臓器提供者になれないため、臓器を傷つけないギロチンを採用すべきだとする法案を出したが、廃案となった。[要出典]

#### 娯楽としてのギロチン
- ギロチンは公開処刑で使用されることが多く、19世紀のフランスでは大勢の市民がギロチンによる公開処刑を娯楽として楽しんでいた。有名な愛好家の名前も知られている。
- ギロチンによる公開処刑が有名になると、ギロチンのミニチュアが玩具として販売されるようになり、子供たちが捕まえてきた生きた鳥やネズミの首を切り落として遊んだ。ゲーテが5歳になる自分の子供のためにギロチンの玩具を買ってくれるように母親に送った手紙が現存している。なお、ゲーテの母親はこの依頼を憤然と拒絶している。
- ギロチンの製造権はトビアス・シュミットが独占していたため、このような玩具のギロチンもトビアス・シュミットしか製造することが出来なかった。トビアス・シュミットはギロチン利権で財産を築いている。そのため、フランス革命の裏ではギロチンの権利を巡るギロチン利権争いともいうべきものが起きていた。
- フランス革命200周年記念式典などのイベントで藁人形によるギロチンの実演が行われることが現在でもある。
- テーブルマジックの1つとして「指ギロチン」といったものがあり、用具の市販もされている。ミニチュアのギロチンには縦に2つの穴が開いており、一方に指を、もう一方に煙草を入れギロチンを落とすと煙草のみが切断されるというもの（入れる穴を間違えると指を痛める）。腕とキュウリなどを入れるような大型のものもある。
- TBSの人気番組だった『8時だョ!全員集合』の1981年（昭和56年）6月27日放送の囚人コントで、いかりや長介が舞台中央に出したギロチンで大根やスイカを試し切りした後、志村けんにそっくりの人形の首を切り落としたシーンがあった[3]。そのシーンが残酷だとして100本もの抗議電話が掛かり、翌日の新聞の社会面にも載る反響があった[4][5]。しかし、子供達からの反響は、その後の『女性自身』7月23日号の調査によると面白かったという意見が82%と圧倒的だった[3]。

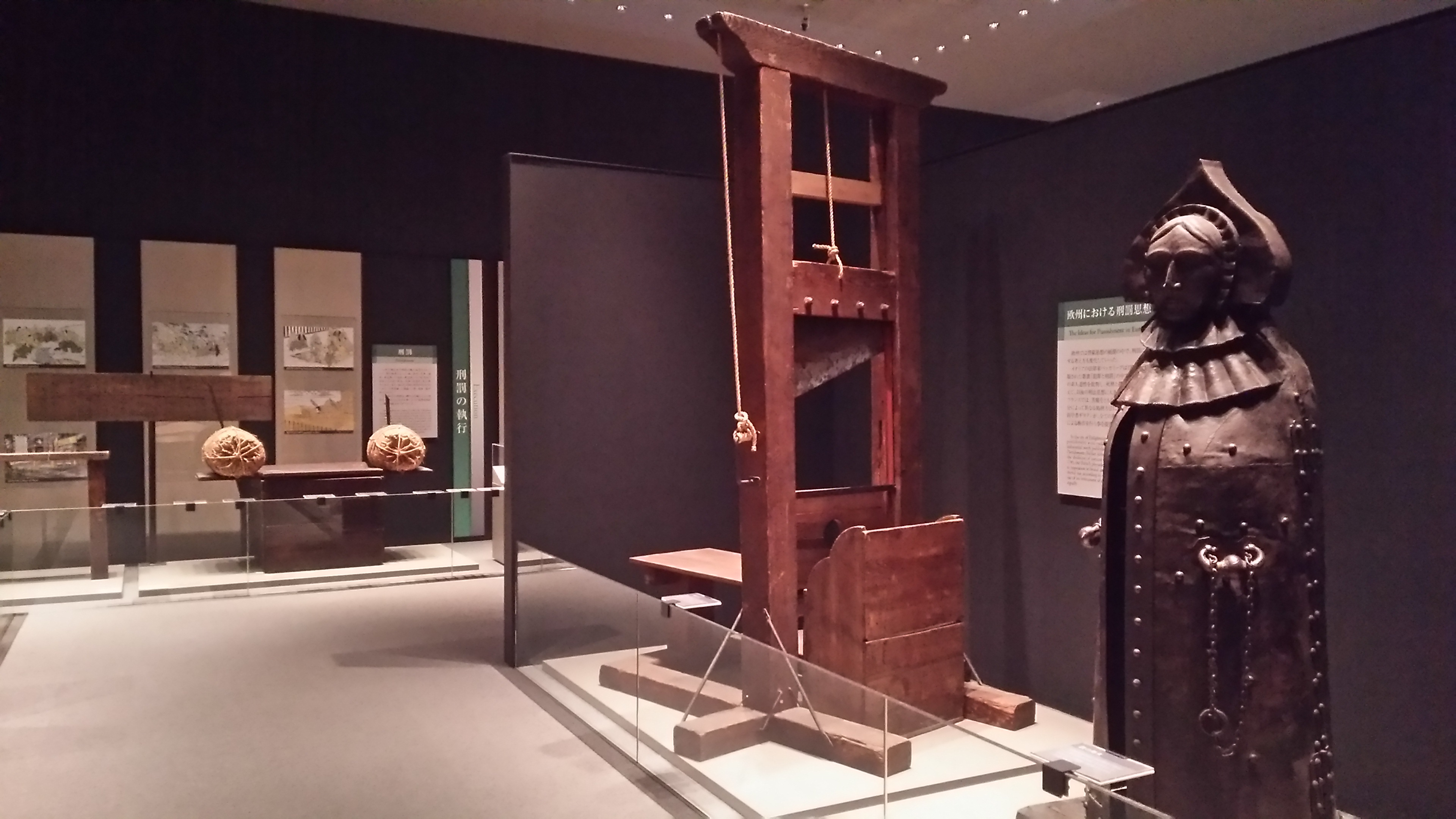
明治大学博物館（刑事部門）の鉄の処女とギロチン（いずれも複製品）

#### コレクションとしてのギロチン
- フランスでは死刑執行人の人員削減に伴って、死刑執行人が所有していたギロチンが売却されていった。特に、ルイ16世の首を刎ねたというギロチンは何度も競売にかけられた記録があるなど、真贋の怪しいギロチンも数多く出回った。現在[いつ?]でもシュミット工房がギロチンの製造販売を行っているため、個人が新品のギロチンを購入することは可能である。価格は時価である。
- 日本国内では明治大学博物館に1/2サイズのレプリカが展示されており、無料で見学することができる。

### ギロチンが登場する映画
- 無防備都市（イタリア映画、1945年）
- パピヨン（アメリカ映画、1974年）
- 暗黒街の二人（フランス映画、1973年）
- ダントン（ポーランド・フランス映画、1982年）
- 主婦マリーがしたこと（フランス映画、1988年）
- マリー・アントワネットの首飾り(アメリカ映画、2001年)
- 白バラの祈り ゾフィー・ショル、最期の日々（ドイツ映画、2005年）
- ナポレオン(アメリカ映画、2023年)

### ギロチンが登場するドラマ
- 新・刑事コロンボ／汚れた超能力（アメリカ、1989年）
- ダ・カーポしませんか? 第6話（テレビ東京、2023年）

### ギロチンが登場するアニメ
- 機動戦士Vガンダム（1993年）- 敵対勢力であるザンスカール帝国が使用し、その恐怖政治の象徴として描かれた。
- トムとジェリー
- ティアムーン帝国物語〜断頭台から始まる、姫の転生逆転ストーリー〜（2023年）

### ギロチンが登場する児童文学
- 『ピカピカのぎろちょん』作：佐野美津男、絵：中村宏、あかね書房、1968年（昭和43年）。
タイトルの「ぎろちょん」というのは子供たちが作ったおもちゃのギロチンのこと。子供たちはこれで憎い人間に見立てて野菜を輪切りにした。
劇中にぎろちょんのモデルになった本物のギロチンも出てくるが、明確な処刑シーンなどは出てこない。